# ケプラー1625b
ケプラー1625b（英語: Kepler-1625b）は、はくちょう座の方向に約8,000光年離れた位置にある恒星のケプラー1625を公転している太陽系外惑星である。太陽系外衛星が周囲を公転している可能性がある初めての太陽系外惑星として知られている。しかし、衛星の存在に対して否定的な指摘もなされている。

## 特徴
| 木星 | ケプラー1625b |
| ---- | ------------- |
| 木星 | Exoplanet     |

2016年にケプラー宇宙望遠鏡による観測で発見された1,284個の太陽系外惑星と共に発見された。主星の周りを約287日で公転しており、主星からは0.98au（約1億4661万km）離れている。この軌道は、主星ケプラー1625のハビタブルゾーン内に位置している。質量は木星の約3倍とされており、大きさについては木星の約半分とするものもあったが、現在では木星よりもやや大きいとされている。

## 衛星の可能性
2017年7月、ケプラー1625bが主星ケプラー1625の前面を通過する際の光度曲線の変化から、惑星半径の19.1倍離れた位置に、海王星サイズの衛星とおぼしき天体候補が存在する可能性が示された。そして、2018年10月には、ハッブル宇宙望遠鏡を用いて観測を行った研究チームによって、ケプラー1625bの周囲を22日で公転している衛星ケプラー1625b Iが存在する可能性を示す証拠が発表された。この研究結果によると、衛星の、ケプラー1625bの赤道面に対する軌道傾斜角は42度から49度、質量はケプラー1625bの1.5%、大きさは地球の4.9倍と推定され、これは海王星の1.26倍に相当する大きさである。NASAが2021年に打ち上げたジェイムズ・ウェッブ宇宙望遠鏡を用いれば、より詳細な観測が可能になるとされており、今後の観測でこの天体の存在が確定すれば、史上初めて明確に確認された太陽系外衛星となる。
その大きさから、この衛星は海王星のようにガスから形成されているとされており、太陽系の衛星とは異なる過程で形成された可能性がある。この衛星自身が衛星を持てるほどの大きな重力を持っている為、孫衛星と呼ばれる、衛星を公転する天体が存在できるかしれない。また、ケプラー1625bはハビタブルゾーン内を公転しているため、孫衛星が存在している場合、環境が地球に似通っている事もありえる。
しかし2019年4月に、その存在を示す光度曲線はデータ処理の際に生じたアーティファクト（人工的なエラー）であることがハッブル宇宙望遠鏡を用いて行われた新たな分析によって指摘されており、ケプラー1625b Iは実在しない可能性が高くなっている。